# Warta Poznań (tenis ziemny)
Warta Poznań – sekcja tenisowa polskiego KS Warta Poznań, założona 6 maja 1914 roku w Poznaniu.

## Historia
Sekcja tenisa ziemnego powstała w Warcie Poznań 6 maja 1914 roku, z inicjatywy działacza i zawodnika piłkarskiego Mariana Beyma.
Początkowo grywano na dwóch kortach w ogrodzie Columbia przy Drodze Dębińskiej, a później przeniesiono się na korty przy ul. Wielkiej Berlińskiej. Po dwóch miesiącach działalności członkowie klubu nawiązywali kontakty z sekcją tenisową Klubu Łyżwiarskiego ze Lwowa i Akademickiego Związku Sportowego z Krakowa, a ich lokalnym rywalem był Gimnazjalny Klub Sportowy. Działalność klubu została wstrzymana przez wybuch I wojny światowej, ale już w 1915 sekcja wznowiła działanie. W 1918 roku liczyła 60 członków i rozegrała swoje pierwsze spotkanie międzynarodowe z niemieckim zespołem Schlesien Breslau, które przegrała.
Ważnym wydarzeniem dla przyszłości tej coraz popularniejszej dyscypliny było utworzenie w marcu 1922 roku w Poznaniu Polskiego Związku Lawn Tennisowego. Głównymi inicjatorami powołania ogólnokrajowej organizacji tenisowej byli członkowie Warty. Pierwszym prezesem został wybrany Zdzisław Szulc.
Z rokiem 1930 zaczynał się zmierzch sekcji tenisowej. Odchodzili z niej zawodnicy, a młodzież zwracała się ku innym dyscyplin sportu. Krótkie ożywienie sekcji nastąpiło w latach 1932–1936, a następnie po II wojnie światowej.
W 1946 roku sekcja tenisowa wznowiła działalność, a Halina Hojanówna w I mistrzostwach Wielkopolski zdobyła tytuł mistrzowski. Natomiast w parze z Janem Stefańskim plasowała się na drugiej pozycji. W 1947 Hojanówna ponownie zdobyła mistrzostwo okręgu, a w tym czasie była klasyfikowana na 4. miejscu w kraju.
W Warcie pojawiał się też Józef Piątek, a zespół awansował do ligi państwowej. W meczu z Legią Warszawa mało znany Józef Piątek wygrywał z Władysławem Skoneckim 6:4, 2:6, 6:3, co było pierwszą porażką Skoneckiego na krajowych kortach. Piątek zaczął osiągać coraz większe sukcesy krajowe, włącznie z finałami mistrzostw Polski.
W kolejnych latach część tenisistów Warty przeszła do Gwardii Poznań i klub notował słabsze wyniki, ale w 1953 roku nastąpiła poprawa sytuacji. W 1957 roku Warta wygrywała eliminacje ze zwycięzcami grup eliminacyjnych (Stalą Sosnowiec, Piastem Gliwice i Spartą Warszawa) i awansowała do I ligi. Mimo że Warta posiadała w swoim składzie najlepszych tenisistów, to nie miała z nich pożytku. Józef Piątek brał udział w różnych turniejach, powoływany był do reprezentacji kraju, natomiast Wiesław Gąsiorek odbywał służbę wojskową. Nie udało się więc uniknąć ponownej degradacji.
W 1960 roku Warta powróciła do I ligi, a w 1961 zdobyła drużynowy tytuł wicemistrza Polski. W 1962 roku kończyła rozgrywki na czwartym miejscu. Indywidualne sukcesy Wiesława Gąsiorka, czwarty tytuł mistrza Polski, wspólne wygranie z Piątkiem debla, a z Jadwigą Jędrzejowską gry mieszanej, zdobycie przez reprezentacyjny debel Gąsiorek–Piątek tytułu mistrzów Rumunii i Bułgarii, nie przełożyły się na sukcesy klubowe. W 1964 roku Warta ponownie zdobyła tytuł wicemistrza kraju, a w 1965 roku zdobyła mistrzostwo Polski.

## Sukcesy

### Sukcesy drużynowe
- drużynowe mistrzostwo Polski w 1965 w składzie: Aleksandra Tomaszewska, Wiesław Gąsiorek i Józef Piątek
- drużynowe mistrzostwo Polski w 1970 w składzie: Jolanta Rozala, Wiesław Gąsiorek, Józef Piątek i Łukasz Nackowski
- 4-krotny drużynowy wicemistrz Polski 1961, 1964, 1966, 1969

### Sukcesy indywidualne
Wiesław Gąsiorek
- mistrz Polski gra pojedyncza (12 razy): 1959, 1960, 1961, 1962, 1963, 1964, 1965, 1966, 1967, 1968, 1969, 1970
- mistrz Polski gra podwójna (5 razy): 1959, 1960, 1962, 1965, 1967
- mistrz Polski gra mieszana (4 razy): 1958, 1962, 1963, 1965
- międzynarodowy mistrz Polski gra pojedyncza (4 raz): 1960, 1966, 1967, 1968
- halowy mistrz Polski gra pojedyncza (2 razy): 1963, 1966
- halowy mistrz Polski gra podwójna (7 razy): 1959, 1960, 1961, 1963, 1964, 1965, 1966
- mistrz Polski juniorów gra podwójna (2 razy): 1953, 1954

Józef Piątek
- mistrz Polski gra podwójna (10 razy): 1952, 1954, 1955, 1956, 1958, 1959, 1960, 1962, 1965, 1967
- mistrz Polski gra mieszana (5 razy): 1953, 1954, 1955, 1957, 1960
- halowy mistrz Polski gra pojedyncza (1 raz): 1954
- halowy mistrz Polski gra podwójna (8 razy): 1956, 1957, 1958, 1959, 1960, 1961, 1963, 1966

Jolanta Rozala
- mistrzyni Polski juniorek gra pojedyncza (2 razy): 1967, 1970
- mistrzyni Polski juniorek gra podwójna (3 razy): 1967, 1969, 1970
- mistrzyni Polski juniorek gra mieszana (3 razy): 1968, 1969, 1970

Jan Marcinkowski
- halowy mistrz Polski juniorów gra pojedyncza (1 raz): 1994